# نقاب مرگ سرخ (فیلم ۱۹۸۹)
بالماسکه مرگ سرخ (انگلیسی: Masque of the Red Death) فیلمی است که در سال ۱۹۸۹ منتشر شد. از بازیگران آن می‌توان به آدریان پل و دین جونز اشاره کرد.